# Procentul de grăsime corporală
Procentul de grăsime corporală al unei ființe umane sau al altei ființe vii este masa totală de grăsime împărțită la masa corporală totală, înmulțită cu 100; Grăsimea corporală include grăsimea corporală esențială și grăsimea corporală stocată. Grăsimea corporală esențială este necesară pentru menținerea vieții și a funcțiilor reproductive. Procentul de grăsime corporală esențială pentru femei este mai mare decât cel pentru bărbați, datorită funcției fertile și hormonale.